# Produkt der Deutsch-Amerikanischen Freundschaft
Produkt der Deutsch-Amerikanischen Freundschaft (també anomenat Ein Produkt der Deutsch-Amerikanischen Freundschaft) és el primer disc del grup alemany de música electrònica Deutsch-Amerikanische Freundschaft. Va aparèixer l'any 1979.
El disc consta de 22 fragments instrumentals sense títol, i recull la cara més experimental dels DAF, amb influències de fonts tan diverses com el punk i la música industrial. Momentàniament sense el seu carismàtic cantant (Gabi Delgado), els membres restants van decidir de publicar el seu primer disc enregistrant-lo en diferents sessions entre els mesos de febrer i abril de 1979. A més de Robert Görl a la bateria, l'acompanyaven Kurt Dahlke com a teclista, Wolfgang Spelmans a la guitarra i Michael Kemner al baix.
L'àlbum aparegué al segell Warning, que acabà esdevenint Atatak. Poc després de la seva publicació, Dahlke deixà els DAF per dedicar-se a projectes personals, i fou substituït per Chrislo Haas, amic de Görl; a més, Delgado tornà al grup, i amb la formació de quintet començaren a preparar el seu següent disc.

## Temes

### DAF0CD (Mute Records, 2000)
1. (0,44)
2. (1,03)
3. (0,19)
4. (2,33)
5. (1,07)
6. (0,45)
7. (0,43)
8. (1,48)
9. (0,55)
10. (3,15)
11. (0,59)
12. (1,19)
13. (0,36)
14. (1,41)
15. (0,25)
16. (1,47)
17. (1,24)
18. (2,08)
19. (1,32)
20. (1,13)
21. (0,31)
22. (3,05)

## Dades
- Música composta per Kurt Dahlke, Robert Görl, Michael Kemmer, Wolfgang Spelmans.
- Publicat per Ata Tak Musikverlag.
- Disseny de portada: Frank Fenstermacher.